# Ernst von Bandel

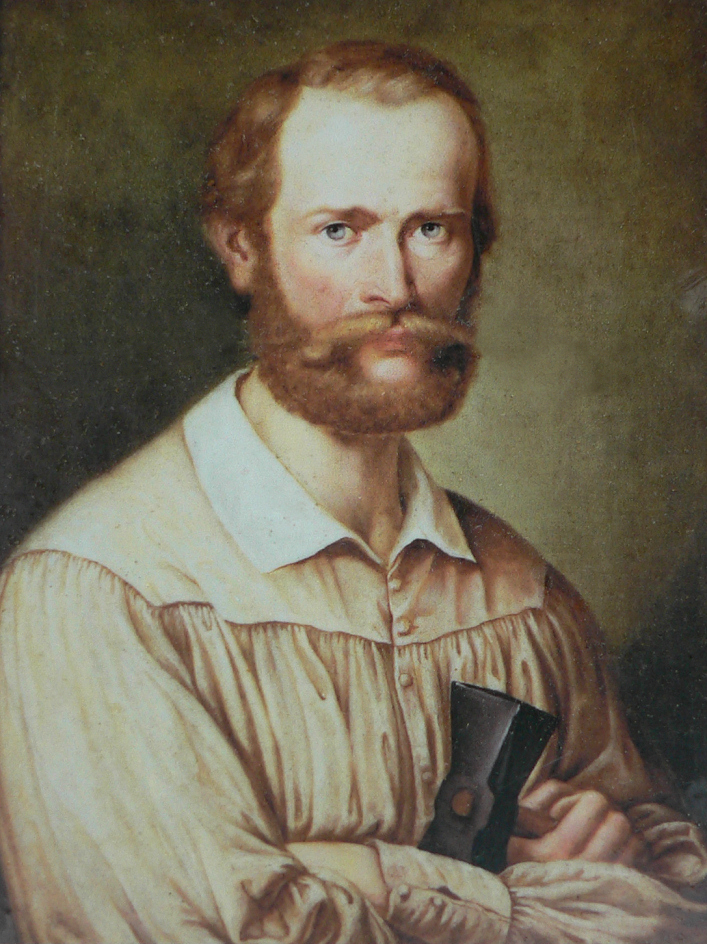
Ernst von Bandel (1840)

Joseph Ernst von Bandel (Ansbach, 17 mei 1800 – Neudegg bij Donauwörth, 25 september 1876) was een Duits architect, beeldhouwer en kunstschilder.
In 1814 begon Bandel bij de Neurenbergse kunstacademie met tekenlessen, gevolgd door lessen van de architect Karl von Fischer. Na de dood van zijn vader in 1818 moest Bandel om financiële redenen de kunst bijna afzweren, maar de Beierse koning Maximiliaan I Jozef bood hem een royale beurs aan, waarna hij studie kon volgen aan de kunstacademie en ook enkele jaren in Italië kon verblijven.
In 1827 kwam Bandel terug naar Duitsland en vestigde zich weer in München. Hij trouwde in hetzelfde jaar met Karolina Kohlhagen. Met haar had hij twee dochters en vijf zonen, waaronder de latere beeldhouwer Heinrich von Bandel. Van 1827-1834 werkte hij onder leiding van beeldhouwer Christian Daniel Rauch aan de bouw van de Glyptothek München.
In 1834 ging hij naar Berlijn en sloot hij zich aan bij de kring van Rauch en Johann Gottfried Schadow. Tijdens deze periode ontstonden de eerste schetsen voor een "Duitse nationaal monument". Op voorspraak van architect Ernst Ebeling kreeg hij opdracht van koning Willem IV van Hannover om het residentiële paleis te Hannover te ontwerpen.
In de jaren 1837-1846 woonde en werkte Bandel in Detmold aan de totstandkoming van het Hermannsdenkmal. Na de eerste euforie voor dit project nam de publieke belangstelling af, en liepen de giften voor de bouw van het monument ook terug. Bandel investeerde al zijn geld erin, maar slaagde niet om het kunstwerk te voltooien. Berooid en verbitterd keerde hij terug naar Hannover, waar hij bleef proberen om donaties te verwerven voor het monument.
Na het einde van de Frans-Duitse Oorlog ontstond er bij de regering en het volk opnieuw belangstelling voor dit nationaal monument.
Op 16 augustus 1875 werd het Hermanns Monument, in aanwezigheid van de Duitse keizer Wilhelm I die ter voltooiing de ontbrekende som had verstrekt, plechtig ingewijd. Bandel namen deel aan deze ceremonie, maar was ernstig verzwakt door een nierziekte. Keizer Wilhelm I maakte hem mogelijk om vakantie in Italië te houden. Op de terugreis van Italië stierf Ernst von Bandel op de leeftijd van 76 jaar op 25 september 1876 op het landgoed van zijn halfbroer Hermann Freiherr von Gaisberg Schöckingen. Zijn laatste rustplaats vond hij op de stadsbegraafplaats Engesohde in Hannover.
- Gemeinsame Normdatei: 118506390
- International Standard Name Identifier: 0000 0000 6674 9904
- Library of Congress Control Number: n50036522
- Nederlandse Thesaurus van Auteursnamen: 071733043
- RKD-Nederlands Instituut voor Kunstgeschiedenis: 214468
- Système universitaire de documentation: 14265809X
- Union List of Artist Names: 500103365
- Virtual International Authority File: 10636699
- WorldCat: E39PBJdcDfhtD4Hqyr8cxtTWDq